# Asociación Australiana de Karting
La Australian Karting Association ltd Trading as Karting Australia (AKA) es la asociación formada en 1966 que fue designada por la FIA y Motorsport Australia para controlar y administrar las carreras de karts de clase CIK en Australia .
Los propósitos de AKA tal como se describen en su sitio web incluyen:
- La promoción y protección de las carreras de karts.
- La promoción de la excelencia y las prácticas justas y honorables en las carreras de karts.
- Para reprimir las malas prácticas
- La promoción y organización de encuentros de karts.
- Otras funciones para los socios y realizar todos aquellos actos que a juicio de la AKA sean para beneficio general de los socios o del karting.

AKA Inc tiene seis asociaciones miembro que representan estados individuales en Australia. Estas seis asociaciones estatales de karting incluyen: 
- Karting Australia Nueva Gales del Sur (4 clubes)
- Karting Territorio del Norte (1 club)
- Karting Queensland (14 clubes)
- Karting Australia del Sur (5 clubes)
- Karting Tasmania Inc. (4 clubes)
- Asociación Victoriana de Karting (17 clubes)
- Karting Australia Occidental (13 clubes)

Los socios de Karting Australia incluyen la empresa australiana de herramientas SP Tools y la empresa global de aceites Castrol.